# 8998 Matthewizawa
8998 Matthewizawa este un asteroid din centura principală de asteroizi.

## Descriere
8998 Matthewizawa este un asteroid din centura principală de asteroizi. A fost descoperit pe 3 martie 1981 la Siding Spring de Schelte J. Bus. Asteroidul prezintă o orbită caracterizată de o semiaxă mare de 3,20 ua, o excentricitate de 0,18 și o înclinație de 0,9° în raport cu ecliptica.